# Ламедвовник
Ламедвовник, ламедвавник (идиш לאַמעדוואַווניק‎ от ивр. ל"ו צדיקים‎ — «ламед-вав цадиким», 36 праведников) — в еврейской мистической традиции тайный праведник (цадик), один из 36, присутствующих на Земле в каждый момент. Название происходит от записи числа 36 в гематрии: 36 записывается буквами ламед и вав.
Согласно традиции, только их существование духовно оправдывает перед Богом существование нашего мира, их всегда 36, и если станет хотя бы на одного меньше, грехи остального человечества перевесят и приведут наш мир к концу.

## Скрытые праведники
Скрытость ламедвовника не сводится только к тому, что окружающие не распознают в нём праведника. Не распознают его и другие ламедвовники. Более того, предполагается, что не знает о своей принадлежности к ламедвовникам и он сам. Заявляющий о себе «я скрытый праведник» наверняка не является таковым, а некоторые толкования говорят, что если один из скрытых праведников осознает себя как ламедвовника, он немедленно умрёт, а ламедвовником станет кто-то другой. Другие толкования предполагают, что для свершения какого-то чуда (исцеления, спасения общины и т. д.) скрытый праведник может открыть себя миру, но затем скрывается, становится неизвестен и неузнаваем, снова.

## Предпосылки
Идея, что существование определённого числа праведников может защитить от Божьего гнева место, где они живут, появляется впервые в рассказе о гибели Содома и Гоморры. Перед тем, как города были уничтожены, Авраам получил обещание Господа, что города будут пощажены, если в них найдутся десять праведников, но столько праведников не нашлось.
В книге притчей Соломоновых (10:25) сказано: «Праведник — основа мира». В разных контекстах в Талмуде встречается упоминание 30 или 45 праведников.

## Установление традиции
Впервые упоминание 36 праведников встречается у амораев, в трактате «Санхедрин» (лист 97), с выведением числа 36 из гематрии «ламед»-«вав» в стихе «Счастливы те, кто живет в постоянном ожидании сближения с Ним» (Исаи. 30:18). В трактате Хулин рассказывается, что существуют 36 праведников в Израиле и столько же — вне его. Во всех этих случаях не говорится о скрытости праведников, а несмотря на согласие о зависимости существования мира от существования этих праведников, сама эта тема не привлекала особого внимания и не имела существенного значения вплоть до Средних веков. Хотя образ тайных праведников существовал в еврейской традиции и раньше, только к XVIII веку представление о скрытости окончательно соединилось с преданием о тех 36 праведниках, благодаря которым спасается наш мир.
Мотив скрытых праведников, ламедвовников, часто появляется в хасидских преданиях и используется для обоснования идеи, противопоставляющей хасидизм миснагдизму: талмудическая учёность не обязательно является необходимой для достижения высокой степени духовного совершенства.

## Культурное влияние
Легенды о 36 тайных праведниках играют заметную роль в фольклоре восточноевропейского еврейства. Сюжет о скрытом праведнике вошёл в многие произведения авторов еврейского происхождения, таких как Андре Шварц-Барт, Нелли Закс, Ицхок Лейбуш Перец; скрытые праведники фигурируют в произведениях Шолом-Алейхема и Шая Агнона. Вне местной традиции отсылки к образу праведника-ламедвовника встречаются у Хармса, как сквозные в стихотворениях, так и развернутые, в повести «Старуха». Александр Кобринский, литературовед и биограф Хармса, так говорит об одном из героев повести: «абсурдный отказ от творения чудес видится подвигом чудотворца».